# Falsimohnia fulvicans
Falsimohnia fulvicans é uma espécie de gastrópode da família Buccinidae.